# Синьи-л’Аббеи (кантон)
Синьи́-л’Аббеи́ (фр. Signy-l'Abbaye) — кантон во Франции, находится в регионе Шампань — Арденны, департамент Арденны. Входит в состав округа Шарлевиль-Мезьер.
Код INSEE кантона — 0828. Всего в кантон Синьи-л’Аббеи входит 12 коммун, из них главной коммуной является Синьи-л’Аббеи.

## Коммуны кантона
| Коммуна        | Население, чел. (1999) | Почтовый индекс | Код INSEE |
| -------------- | ---------------------- | --------------- | --------- |
| Барбез         | 106                    | 08430           | 08047     |
| Грюйер         | 51                     | 08430           | 08201     |
| Домри          | 175                    | 08460           | 08141     |
| Жандён         | 235                    | 08430           | 08236     |
| Клави-Варби    | 350                    | 08460           | 08124     |
| Лалоб          | 206                    | 08460           | 08243     |
| Лонуа-сюр-Ванс | 561                    | 08430           | 08248     |
| Маранве        | 59                     | 08460           | 08272     |
| Нёфмезон       | 61                     | 08460           | 08315     |
| Райикур        | 179                    | 08430           | 08352     |
| Синьи-л’Аббеи  | 1 340                  | 08460           | 08419     |
| Тен-ле-Мутье   | 493                    | 08460           | 08449     |

## Население
Население кантона на 1999 год составляло 3 816 человек.
| 1962  | 1968  | 1975  | 1982  | 1990  | 1999  | 2006 | 2007 | 2008 |
| ----- | ----- | ----- | ----- | ----- | ----- | ---- | ---- | ---- |
| 3 868 | 4 147 | 3 925 | 3 892 | 3 942 | 3 816 | —    | —    | —    |